# Premi e riconoscimenti di Olivia Rodrigo
Questa è la lista che riassume i premi ottenuti da Olivia Rodrigo, cantante statunitense, nel corso della sua carriera.

## Premi e candidature

### Principali
- Grammy Awards
  - 2022 – Miglior artista esordiente[1]
  - 2022 – Miglior album pop vocale per Sour[1]
  - 2022 – Miglior interpretazione pop solista per Drivers License[1]
  - 2022 – Candidatura all'Album dell'anno per Sour[1]
  - 2022 – Candidatura alla Canzone dell'anno per Drivers License[1]
  - 2022 – Candidatura alla Registrazione dell'anno per Drivers License[1]
  - 2022 – Candidatura al Miglior videoclip per Good 4 U[1]
  - 2024 – Candidatura all'Album dell'anno per Guts[2]
  - 2024 – Candidatura alla Canzone dell'anno per Vampire[2]
  - 2024 – Candidatura alla Registrazione dell'anno per Vampire[2]
  - 2024 – Candidatura al Miglior album pop vocale per Guts[2]
  - 2024 – Candidatura alla Miglior interpretazione pop solista per Vampire[2]
  - 2024 – Candidatura alla Miglior canzone rock per Ballad of a Homeschooled Girl[2]
  - 2025 – Candidatura alla Miglior canzone scritta per i media visivi per Can't Catch Me Now[3]
- BRIT Awards
  - 2022 – Canzone internazionale dell'anno per Good 4 U[4]
  - 2022 – Candidatura all'Artista internazionale dell'anno[4]
  - 2024 – Candidatura all'Artista internazionale dell'anno[5]
  - 2024 – Candidatura alla Canzone internazionale dell'anno per Vampire[5]
- Juno Awards
  - 2022 – Album internazionale dell'anno per Sour[6]

### Altri
- American Music Awards
  - 2021 – Artista rivelazione dell'anno[7]
  - 2021 – Candidatura all'Artista dell'anno [7]
  - 2021 – Candidatura alla Favorite Trending Song per Drivers License[7]
  - 2021 – Candidatura al Video musicale preferito per Drivers License[7]
  - 2021 – Candidatura all'Artista femminile pop preferita[7]
  - 2021 – Candidatura all'Album pop dell'anno per Sour[7]
  - 2021 – Candidatura alla Canzone pop dell'anno per Drivers License[7]
- Apple Music Awards
  - 2021 – Artista rivelazione dell'anno[8]
  - 2021 – Album dell'anno per Sour[8]
  - 2021 – Canzone dell'anno per Drivers License[8]
- APRA Awards
  - 2021 – Candidatura alla Pubblicazione internazionale più popolare per Drivers License[9]
- ARIA Music Awards
  - 2021 – Candidatura alla Pubblicazione internazionale più popolare per Sour[10]
- ASCAP Pop Music Awards
  - 2022 – Cantautrice dell'anno[11]
  - 2022 – Canzone vincitrice per Deja Vu[11]
  - 2022 – Canzone vincitrice per Drivers License[11]
  - 2022 – Canzone vincitrice per Good 4 U[11]
  - 2024 – Cantautrice dell'anno[12]
  - 2024 – Canzone vincitrice per Bad Idea Right?[12]
  - 2024 – Canzone vincitrice per Vampire[12]
- Billboard Music Awards
  - 2022 – Miglior artista femminile[13]
  - 2022 – Miglior nuovo artista[13]
  - 2022 – Miglior artista nella Billboard Hot 100[13]
  - 2022 – Artista più riprodotto nelle canzoni[13]
  - 2022 – Artista più riprodotto in radio (canzoni)[13]
  - 2022 – Miglior artista nella Billboard Global 200[13]
  - 2022 – Miglior album per Sour[13]
  - 2022 – Candidatura al Miglior artista[13]
  - 2022 – Candidatura al Miglior artista nella Billboard Global (Excl. U.S.)[13]
  - 2022 – Candidatura alla Miglior canzone per Good 4 U[13]
  - 2022 – Candidatura alla Canzone più riprodotta per Good 4 U[13]
  - 2022 – Candidatura alla Miglior canzone radiofonica per Good 4 U[13]
  - 2022 – Candidatura alla Miglior canzone globale per Good 4 U[13]
  - 2023 – Candidatura alla Miglior artista femminile[14]
- Billboard Women in Music
  - 2022 – Donna dell'anno[15]
- Bravo Otto
  - 2021 – Candidatura alla Rivelazione nazionale o internazionale[16]
  - 2022 – Candidatura alla Miglior artista internazionale[17]
- BreakTudo Awards
  - 2021 – Candidatura alla Rivelazione internazionale[18]
  - 2021 – Inno dell'anno per Traitor[18]
  - 2021 – Candidatura alla Hit internazionale per Drivers License[18]
  - 2021 – Candidatura alla Hit internazionale per Good 4 U[18]
  - 2022 – Candidatura all'Artista in ascesa internazionale[19]
  - 2023 – Candidatura all'Inno dell'anno per Vampire[20]
- Clio Awards
  - 2024 – Miglior video musicale per Get Him Back! (bronzo)[21]
- Danish Music Awards
  - 2021 – Album internazionale dell'anno per Sour[22]
- E! People's Choice Awards
  - 2021 – Candidatura all'Artista femminile del 2021[23]
  - 2021 – Candidatura alla Canzone del 2021 per Good 4 U[23]
  - 2021 – Album del 2021 per Sour[23]
  - 2021 – Artista rivelazione del 2021[23]
  - 2021 – Candidatura al Video musicale del 2021 per Good 4 U[23]
  - 2024 – Album del 2024 per Guts[24]
  - 2024 – Canzone del 2024 per Vampire[24]
  - 2024 – Candidatura all'Artista femminile del 2024[24]
  - 2024 – Candidatura all'Artista pop del 2024[24]
- Fonogram Awards
  - 2024 – Candidatura all'Album o registrazione internazionale dell'anno – pop/rock moderno per Guts[25]
- Gaffa Prisen
  - 2022 – Candidatura al Nuovo artista internazionale dell'anno[26]
- Gaffa Priset
  - 2022 – Artista rivelazione dell'anno[27]
- Global Awards
  - 2022 – Candidatura alla Miglior artista femminile[28]
  - 2022 – Candidatura alla Star in ascesa[28]
  - 2024 – Candidatura alla Miglior artista femminile[29]
  - 2024 – Candidatura ai Miglior fans[29]
  - 2024 – Candidatura alla Miglior artista pop[29]
  - 2024 – Candidatura alla Miglior canzone per Vampire[29]
- Gold Derby Film Awards
  - 2024 – Candidatura alla Miglior canzone originale per Can't Catch Me Now[30]
- Guild of Music Supervisors Awards
  - 2024 – Candidatura alla Miglior canzone scritta e/o registrata per un film per Can't Catch Me Now[31]
- Guinness dei Primati
  - 2021 - Traccia più veloce a raggiungere 100 milioni di riproduzioni su Spotify per Drivers License[32]
  - 2021 - Traccia non-natalizia con il maggior numero di riproduzioni su Spotify in 24 ore per Drivers License[33]
  - 2021 - Traccia più riprodotta nella prima settimana su Spotify per Drivers License[34]
  - 2021 - Traccia più riprodotta in una settimana su Spotify per Drivers License[35]
- Hollywood Critics Association TV Awards
  - 2022 – Candidatura al Miglior film televisivo documentario in streaming per Olivia Rodrigo: Driving Home 2 U[36]
- Hollywood Music in Media Awards
  - 2023 – Miglior canzone originale in un film sci-fi, fantasy o horror per Can't Catch Me Now[37]
- iHeartRadio Music Awards
  - 2021 – Social Star Award[38]
  - 2022 – Artista femminile dell'anno[39]
  - 2022 – Miglior nuovo artista pop[39]
  - 2022 – TikTok Bop of the Year per Good 4 U[39]
  - 2022 – Candidatura alla Canzone dell'anno per Drivers License[40]
  - 2022 – Candidatura al Miglior fan army per i Livies[40]
  - 2022 – Candidatura al Miglior testo per Deja Vu[40]
  - 2022 – Candidatura al Miglior testo per Drivers License[40]
  - 2022 – Candidatura al Miglior video musicale per Drivers License[40]
  - 2023 – Candidatura allo Stile da tour preferito[41]
  - 2024 – Album pop dell'anno per Guts[42]
  - 2024 – Candidatura all'Artista dell'anno[42]
  - 2024 – Candidatura all'Artista pop dell'anno[42]
  - 2024 – Candidatura alla Canzone dell'anno per Vampire[42]
  - 2024 – Candidatura alla Canzone pop dell'anno per Vampire[42]
  - 2024 – Candidatura al Miglior testo per Vampire[42]
  - 2024 – Candidatura al Miglior video musicale per Vampire[42]
  - 2024 – Candidatura al Miglior fan army per i Livies[42]
- Japan Gold Disc Awards
  - 2022 – Rivelazione occidentale dell'anno[43]
- Legacy Awards
  - 2019 – Candidatura alla Miglior comica per bambini per Bizaardvark[44]
- Kids' Choice Awards
  - 2022 – Artista rivelazione preferito[45]
  - 2022 – Attrice televisiva per bambini preferita per Nini in High School Musical: The Musical - La serie[45]
  - 2022 – Candidatura alla Star musicale globale preferita[45]
  - 2023 – Attrice televisiva per bambini preferita per Nini in High School Musical: The Musical: - La serie[46]
  - 2024 – Album preferito per Guts[47]
  - 2024 – Attrice televisiva per bambini preferita per Nini in High School Musical: The Musical: - La serie[47]
  - 2024 – Candidatura all'Artista femminile preferita[47]
  - 2024 – Candidatura al Tour preferito dell'anno per il Guts World Tour[47]
- Kids' Choice Awards México
  - 2021 – Candidatura alla Hit globale per Good 4 U[48]
  - 2022 – Candidatura alla Hit internazionale dell'anno per Traitor[49]
  - 2022 – Candidatura all'Artista globale preferito[49]
- LOS40 Music Awards
  - 2021 – Miglior album internazionale per Sour[50]
  - 2021 – Candidatura al Miglior artista o gruppo rivelazione internazionale[51]
  - 2021 – Candidatura alla Miglior canzone internazionale per Drivers License[51]
  - 2023 – Candidatura al Miglior album internazionale per Guts[52]
  - 2023 – Candidatura al Miglior artista internazionale[52]
- Meus Prêmios Nick
  - 2021 – Candidatura al Video musicale dell'anno per Good 4 U[53]
  - 2021 – Candidatura alla Challenge hits do ano per Good 4 U[53]
- MTV Europe Music Awards
  - 2021 – Miglior artista MTV Push[54]
  - 2021 – Candidatura al Miglior artista pop[54]
  - 2021 – Candidatura al Miglior artista rivelazione[54]
  - 2021 – Candidatura al Miglior artista statunitense[54]
  - 2021 – Candidatura alla Miglior canzone per Drivers License[55]
  - 2023 – Candidatura al Miglior artista[56]
  - 2023 – Candidatura al Miglior artista pop[56]
  - 2023 – Candidatura al Miglior artista statunitense[56]
  - 2023 – Candidatura alla Miglior canzone per Vampire[56]
  - 2023 – Candidatura al Miglior video per Vampire[56]
  - 2023 – Candidatura ai Biggest Fans[56]
- MTV Millennial Awards
  - 2021 – Candidatura alla Hit globale per Drivers License[57]
- MTV Movie & TV Awards
  - 2022 – Miglior documentario musicale per Olivia Rodrigo: Driving Home 2 U (A Sour Film)[58]
- MTV Video Music Awards
  - 2021 – Miglior artista esordiente[59]
  - 2021 – Canzone dell'anno per Drivers License[59]
  - 2021 – Esibizione Push dell'anno per Drivers License[59]
  - 2021 – Candidatura all'Artista dell'anno[59]
  - 2021 – Candidatura al Miglior video pop per Good 4 U[59]
  - 2021 – Candidatura alla Canzone dell'estate per Good 4 U[59]
  - 2022 – Candidatura al Video dell'anno per Brutal[60]
  - 2022 – Candidatura al Miglior video pop per Traitor[60]
  - 2022 – Candidatura al Miglior film musicale per Olivia Rodrigo: Driving Home 2 U (A Sour Film)[60]
  - 2022 – Candidatura al Miglior montaggio per Brutal[60]
  - 2023 – Miglior montaggio per Vampire[61]
  - 2023 – Candidatura al Video dell'anno per Vampire[62]
  - 2023 – Candidatura alla Canzone dell'anno per Vampire[62]
  - 2023 – Candidatura al Miglior video pop per Vampire[62]
  - 2023 – Candidatura alla Miglior fotografia per Vampire[62]
- MTV Video Music Awards Japan
  - 2021 – Miglior video rivelazione internazionale per Drivers License[63]
  - 2021 – Candidatura al Video dell'anno per Drivers License[63]
  - 2023 – Miglior video solista internazionale per Vampire[64]
- Myx Music Awards
  - 2021 – Global Achievement of the Year[65]
- NME Awards
  - 2022 – Candidatura alla Miglior canzone nel mondo per Good 4 U[66]
  - 2022 – Miglior artista rivelazione nel mondo[67]
- North Carolina Film Critics Association
  - 2023 – Candidatura alla Miglior canzone originale per Can't Catch Me Now[68]
- NRJ Music Awards
  - 2021 – Rivelazione internazionale dell'anno[69]
  - 2021 – Candidatura alla Canzone internazionale dell'anno per Good 4 U[70]
  - 2023 – Candidatura all'Artista internazionale dell'anno[71]
  - 2023 – Candidatura al Video internazionale dell'anno per Vampire[71]
- Prêmios MTV MIAW
  - 2021 – Candidatura alla Hit globale per Good 4 U[72]
- Rockbjörnen
  - 2021 – Candidatura alla Canzone straniera dell'anno per Drivers License[73]
- Society of Composers and Lyricists Awards
  - 2024 – Miglior canzone originale per un film drammatico o documentario per Can't Catch Me Now[74]
- Spotify Billion Streams Plaque
  - 2021 – Drivers License
  - 2021 – Good 4 U
  - 2022 – Deja Vu
  - 2022 – Traitor
  - 2024 – Happier
  - 2024 – Favorite Crime
  - 2024 – Vampire
  - 2024 – Jealousy, Jealousy
- Swiss Music Awards
  - 2022 – Rivelazione internazionale[75]
  - 2022 – Candidatura al Miglior artista solista internazionale[76]
- UK Music Video Awards
  - 2021 – Candidatura al Best Special Video Project per Sour Prom[77]
- Variety's Hitmakers
  - 2021 – Cantautrice dell'anno[78]
  - 2023 – Narratrice dell'anno[79]
- Vevo Certified
  - 2021 – Drivers License[80]
  - 2021 – Good 4 U[81]
  - 2021 – Deja Vu[82]
  - 2021 – All I Want[83]
  - 2022 – Happier (lyric video)
  - 2022 – Jealousy, Jealousy (lyric video)
  - 2022 – Traitor (lyric video)[84]
  - 2023 – Traitor[85]
  - 2024 – Vampire[86]
  - 2025 – Favorite Crime (lyric video)[87]
- Webby Awards
  - 2022 – Miglior sponsorizzazione social per Sour Patch[88]
  - 2024 – Arts, Culture & Lifestyle per Guts[89]
  - 2024 – Celebrity/Fan per Guts[89]
  - 2024 – Miglior performance individuale per Vampire (Live Piano Performance)[90]
  - 2024 – Miglior video musicsle per Vampire[91]